# اسماعیل آهنی
اسماعیل آهنی (زاده ۱۳۳۵ آستارا) نماینده دوره دوم مجلس شورای اسلامی از حوزه انتخابیه آستارا بود.

## فعالیت‌ها
اسماعیل آهنی از مبارزان پیوندخورده با روحانیت بود که هم به‌خوبی روحانیت انقلابی را می‌شناخت و هم خطی که از آنان می‌گرفت کاملاً مشخص و روشن بود.آهنی فعالیت خود را بعد از انقلاب با سمت اولين شهردار آستارا پس از پيروزي انقلاب اسلامي در بهمن سال ٥٧ آغازو بعد از مدتی به سپاه پیوست. در سال ۱۳۶۳ با خروج از سپاه وارد کارزار انتخاباتی در حوزه آستارا شد و با کسب ۷٬۵۹۰ در دور دوم انتخابات،  به عنوان نماینده مردم در دور دوم مجلس شورای اسلامی انتخاب شود.
او بعد از اتمام دوره نمایندگی در سمت‌هایی مانند مدير كل و معاونت و نماينده وزیر  فعالیت کرد.